# رمضان قلعة (تكاب)
رمضان قلعة (بالفارسية: رمضان قلعه) هي قرية تقع في إيران في Takab Rural District. يقدر عدد سكانها بـ 165 نسمة بحسب إحصاء 2016.